# Daimler-Benz
Дајмлер-Бенц  немачко је предузеће, било је претходник данашњег Дајмлер АГ. Настао је 1926. године. Дајмлерово и Бенцово предузеће се уједињују у предузеће названо Дајмлер-Мотори-Друштво бренд је настао путем спајања два бренда данашњег немачког произвођачa луксузних аутомобилa. Мерцедес-Бенц

## Историја
Године 1883, Готлиб Дајмлер по први пут је обезбедио патент права за „гасни мотор са паљењем вруће цеви“ и за „регулисање броја обртаја мотора управљањем издувним вентилом“. Два патента била су основа за први светски брзи мотор мотор са унутрашњим сагоревањем. Дана 29. јануара 1886. године Карл Бенц патентирао је „аутомобил“, возило на три точка са мотором са унутрашњим сагоревањем и електричним паљењем.
У јуну 1919. године, први немачки часопис за запослене појавио се у фабрици Дајмлер у Штутгарту. Настао је на основу предлога социолога Еугена Росеншток-Хуесија. Својим меморандумом „О менталном развоју фабрике Дајмлер“ понудио се да буде публициста. За 14 месеци појавило се 19 издања часописа за запослене све док није затворено 25. августа 1920. због штрајка комунистичких радничких група.
У име Министарства унутрашњих послова Трећег рајха, Дајмлер је за државну полицију изградио низ специјалних возила типа Дајмлер / 21. Једини преживели примерак налази се у музеју резервоара Минстер (град).
Двадесетих година 20. века, готово сви произвођачи аутомобила борили су се за опстанак. Њемачка банка је предложила спајање Бенца и Дајмлера, такође и зато што је могла да замењује потраживања на тржишту за акције у новој групи. Тако је из дела двојице пионира аутомобилске индустрије настала компанија (Бенц & Цо) Рајнише Гасмоторенфабрик Манхајм (од 1899: Бенц & Цие.) и Дајмлер-Мотори-Друштво спојени 28. јуна 1926. године у Дајмлер Бенц АГ са седиштем у Берлину. Од тада је Дојче банк увек именовала председника надзорног одбора у Дајмлер-Бенц, од 1998. године такође и у Дајмлер Kрaјслер.
Вилхелм Фриедле, директор пословања у погону Зинделфинген до 1935. године, довео је производњу монтажне линије у Дајмлер-Бенц.

## Дајмлер-Бенц у време национал социјализма
Након доласка НСДП-а на власт, економија у национал социјалистичком Немачком рајху све се више укључује у сектор наоружања како би имали користи од наоружања Вермахта. Дајмлер-Бенц је развијао и производио војна возила, тенкове, бродске и авионске моторе. У то време група је поседовала три погона бившег Дајмлер-Мотор-Друштва у Штуттарту-Унтертуркајму, Синделфингену и Берлин-Мариенфелден, која су била подељена у три подпостројења, и бивша постројења Бенц & Цие у Манхајму и Гагенау, као и нови погон из 1938. године. Кенигсберг. Фабрика авионских мотора Генсхаген подружнице Дајмлер-Бенц Моторен ГМБХ настао је 1936; Флугмоторенверке Остмарк су 1941. године преузели Јункерс флугцојг - и Моторенверке. Да би се фабрике авионских мотора снабдевале деловима, подизвођачи су преузети или основани у Колмару 1940, у Рејхсхофу 1941. и у Новој Паки (чехослвачка) 1942. У Бакнангу је постављено постројење за развој авионских мотора. Нова постројења у Генсхагену и Бакнангу припадала су Дајмлер-Бенц-у. Група је деловала као закупац или мањински акционар у другим погонима изван Немачке.